# Karl Marquard Viktor z Kagenecku
Karl Marquard Viktor z Kagenecku (10. května 1871, Munzingen – 23. dubna 1967, Bleichheim) byl německý hrabě a plukovník armády Německého císařství.

## Život
Narodil se 10. května 1871 v Munzingenu, jako syn Heinricha Julia, hraběte z Kagenecku a jeho manželky baronesy Anny Huber von Gleichenstein. Jako mladý muž vstoupil do císařské armády. Roku 1891 byl povýšen na poručíka. Později převzal post pobočníka císaře Viléma II. Dne 24. prosince 1908 byl povýšen na majora a 27. ledna 1914 na podplukovníka.
Dne 18. srpna 1916 byl povýšen na plukovníka a jmenován velitelem 28. brigády jezdectva. Později byl chycen kanadskými vojáky a držen do konce války v zajetí v internačním táboře pro německé důstojníky.
Jeho manželkou byla Marie (1. září 1888, Neuss – 28. září 1959, Kenzingen), dcera Klemense, barona Schorlemer-Lieser, a Marie Puricelli. Z tohoto manželství se narodilo 6 dětí:
- Hrabě Clemens Heinrich z Kagenecku (17. dubna 1913 – 18. března 2005)
- Hrabě Franz Joseph z Kagenecku (8. ledna 1915 – 29. prosince 1941)
- Hrabě Fritz Leo z Kagenecku (7. května 1916 – 17. října 1992)
- Hrabě Erbo z Kagenecku (2. dubna 1918 – 12. ledna 1942)
- Hrabě August Clemens z Kagenecku (31. srpna 1922 – 13. prosince 2004)
- Hraběnka Alžběta Jakobea z Kagenecku (25. července 1925 - ?)

Zemřel 23. dubna 1967 v Bleichheimu.